# Westmont (Kalifornija)
Westmont je naseljeno područje za statističke svrhe u američkoj saveznoj državi Kalifornija. Prema popisu stanovništva iz 2010. u njemu je živjelo 31.853 stanovnika.